# Hypena sinuisigna
Hypena sinuisigna är en fjärilsart som beskrevs av George Francis Hampson 1907. Hypena sinuisigna ingår i släktet Hypena och familjen nattflyn. Inga underarter finns listade i Catalogue of Life.